# Pheneos

Lagekarte von Pheneos

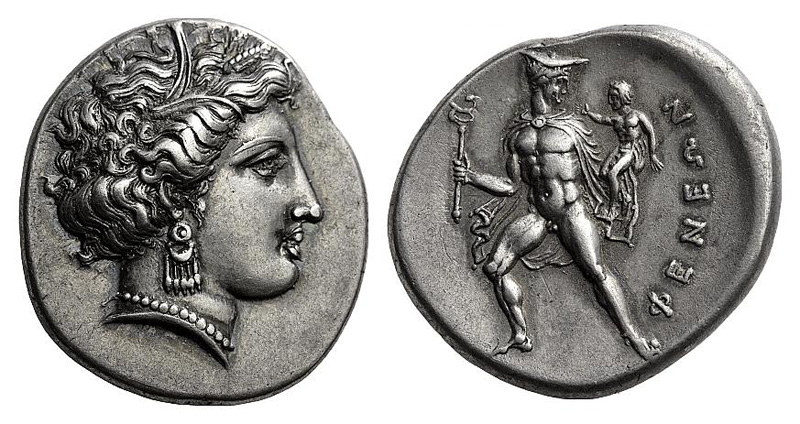
Münze aus Pheneos mit den Hauptgöttern Demeter und Hermes

Pheneos ist der Name einer antiken Stadt auf der griechischen Halbinsel Peloponnes, westlich des Kyllene-Gebirges.
Nach der griechischen Mythologie war Pheneos der Ort, an dem der Unterweltgott Hades die Kore entführte.
Bei Homer wird die Stadt im sogenannten Schiffskatalog erwähnt. Hauptgötter von Pheneos waren Hermes und Demeter; außerdem gab es ein Asklepios-Heiligtum.
Politisch spielte Pheneos nie eine große Rolle: Wenig mehr ist bekannt, als dass es im 3. Jahrhundert v. Chr. Mitglied des Achaiischen Bundes war und 225 v. Chr. von dem spartanischen König Kleomenes III. erobert wurde.